# Act of Security
Der Act of Security (Act for the security of the kingdom, deutsch „Sicherheitsgesetz“) war ein schottisches Gesetz aus dem Jahr 1704. Es war vom schottischen Parlament als Reaktion auf das englische Act of Settlement aus dem Jahr 1701 verabschiedet worden.
Königin Annes letzter Erbe, Wilhelm, Herzog von Gloucester, war am 29. Juli 1700 an Pocken gestorben. Es musste deshalb ein protestantischer Nachfolger gefunden werden. Das englische Parlament einigte sich auf die hannoveranische Kurfürstin Sophie von der Pfalz, der Enkelin von König Jakob I., ohne jedoch das schottische Parlament zu konsultieren (beide Länder waren seit 1603 in Personalunion verbunden).
Als Reaktion darauf verabschiedete 1703 das schottische Parlament eine Gesetzesvorlage: Sollte Anne ohne Nachkommen sterben, würde das schottische Parlament unter den Abkömmlingen der schottischen Könige einen protestantischen Nachfolger wählen. Nur wenn bestimmte wirtschaftliche, politische und religiöse Bedingungen erfüllt wurden, würde es auch den englischen Nachfolger akzeptieren. Der Queen's Commissioner (entspricht einem Generalgouverneur) wies die Vorlage jedoch zurück. 1704 erlangte der Act of Security jedoch auch ohne Zustimmung des königlichen Vertreters Gesetzeskraft, nachdem das schottische Parlament damit drohte, keine Steuern mehr zu erheben und die schottischen Heeresteile aus dem Spanischen Erbfolgekrieg abzuziehen.
Das englische Parlament, das fürchten musste, dass ein unabhängiges Schottland die Auld Alliance mit Frankreich wieder aufleben lassen würde, antwortete 1705 mit dem Alien Act. Dieses Gesetz erlaubte es, dem Handel mit Schottland erhebliche Beschränkungen aufzuerlegen, Schotten zu Ausländern zu erklären und damit ihr Recht einzuschränken, in England Grundeigentum zu besitzen. Schließlich blieb Schottland nichts anderes übrig, als dem Act of Union 1707 zuzustimmen, mit dem England und Schottland zum Königreich Großbritannien verschmolzen wurden.